# Éphéméride (calendrier)
Pour les articles homonymes, voir Éphéméride.
Une éphéméride est un calendrier dont on détache chaque jour une page.
Les éphémérides de type calendrier se présentent souvent sous la forme d'un petit bloc de feuilles. À chaque feuille correspond un jour de l'année : la feuille supérieure correspond au 1er janvier, la feuille inférieure au 31 décembre. Chaque jour, l'utilisateur enlève la feuille du haut, correspondant à la veille, afin de faire apparaître celle du jour.
Outre le jour et le mois, les informations présentes sur chaque page dépendent de l'éphéméride : il peut s’agir du rappel d’événements importants survenus antérieurement à la même date, du saint catholique fêté ce jour-là, ou aussi des heures de lever et coucher du soleil et des phases de la lune.